# John Gordon Lorimer
John Gordon Lorimer (1870-1914), también conocido como J. G. Lorimer, fue un diplomático, historiador y administrador colonial del Imperio Británico. Sirvió al Raj británico en Punjab (India Británica) y la Provincia Fronteriza del Noroeste (actual Jaiber Pastunjuá, Pakistán), más tarde sirvió en la región del Golfo Pérsico como residente político británico. Es famoso por su enciclopedia, Gazetteer of the Persian Gulf, Oman and Central Arabia («diccionario geográfico del Golfo Pérsico, Omán y Arabia Central»), de 1908.
Lorimer nació en Glasgow en 1870, hijo del reverendo Robert Lorimer (1840-1926), ministro de la Iglesia Libre, y su esposa Isabella Robertson.
La familia Lorimer estaba íntimamente asociada con el servicio colonial; su tío materno (que se desempeñó como juez) fue asesinado durante la Rebelión de la India de 1857. Su hermano menor, David Lockhart Robertson Lorimer, se desempeñó como vicecónsul británico en Arabistán. Su otro hermano Robert trabajó en el servicio civil indio hasta que fue despedido por negarse a participar en una flagelación. Su hermano menor William Lorimer y su hermana menor Hilda Lockhart Lorimer fueron eruditos.
Educado en Edimburgo y Oxford, Lorimer trabajó más tarde en el servicio civil indio y fue estacionado primero en Punjab y más tarde en la Provincia de la Frontera Noroeste. Apasionado por los idiomas, escribió un libro sobre la gramática del idioma pastún waziri en 1902. En 1903, el Raj británico le encargó que compilara un manual para diplomáticos y agentes británicos en la región del Golfo Pérsico. Inicialmente dado solo seis meses, insistió en que se le otorgara más tiempo para garantizar que el manual fuera completo. El resultado fue el diccionario geográfico de dos volúmenes de 5.000 páginas del Golfo Pérsico, Omán y Arabia Central. Su porción de geografía solo se completó en 1908 y la porción de historia se terminó y publicó en 1915, un año después de la muerte de Lorimer. Debido al secreto del documento, no fue reconocido en sus obituarios y el conocimiento público del documento solo se hizo evidente cuando el documento fue desclasificado en 1955.
El 8 de febrero de 1914, mientras se desempeñaba como Residente político británico en Bushire, Lorimer fue encontrado muerto por una herida de arma autoinfligida en el abdomen a los 43 años. Un informe contemporáneo declaró que estaba examinando su pistola después de supuestamente vaciar la revista cuando aparentemente pasó por alto un intento de bala. El disparo atravesó los principales vasos sanguíneos, lo que resultó en la pérdida de la conciencia y la muerte. Su funeral tuvo lugar al día siguiente y fue enterrado en el cementerio del Departamento de Telégrafo Indoeuropeo. Le sobrevivió su esposa Marian Agnes MacLean (fallecida en 1959). Está enterrado junto con sus hermanos en el cementerio de Warriston de Edimburgo y en la tumba de su esposa en el cementerio de Dean.
Su muerte fue llorada en la región del Golfo Pérsico, particularmente en Baréin, donde la Agencia Británica fue cerrada como señal de respeto al día siguiente. Nobles, mercaderes y extranjeros bahreiníes se dirigieron por igual a la Agencia para ofrecer sus condolencias. En una oferta de compasión, el gobernante de Baréin, Isa ibn Ali Al Khalifa, ordenó que bajaran las banderas en su residencia y en la bandera de aduanas, mientras que su hijo Abdullah viajó a la Agencia para presentar sus respetos.